# Docomomo
Documentation and Conservation of the Modern Movement, Docomomo, är internationell organisation, grundad 1990, för bevarandet och försvarandet av den modernistiska arkitekturen. 
Docomomo har sammanställt en förteckning över modernistiskt högklassiga byggnader, som bör bevaras för eftervärlden. I Finland är omkring 60 byggnader upptagna i förteckningen, bland dem Pemars sanatorium (Alvar Aalto, 1928–1933), Uppståndelsekapellet i Åbo (Erik Bryggman, 1939–1941), Helsingfors stadsteater (Timo Penttilä, 1959–1967) och Helsingfors Olympiastadion (Yrjö Lindegren och Toivo Jäntti, 1938–1952).